# Echt bitterkruid
Echt bitterkruid of ossentong-havikskruid (Picris hieracioides, synoniem: Helmintia echioides) is een tweejarige of meerjarige plant die behoort tot de composietenfamilie (Compositae of Asteraceae). De plant komt van nature voor in Eurazië en Australië. Echt bitterkruid lijkt veel op dubbelkelk (Picris echioides), maar bij dubbelkelk zijn de buitenste drie tot vijf omwindselblaadjes breed en bladachtig. Op echt bitterkruid parasiteert de plant bitterkruidbremraap (Orobanche picridis).
De plant wordt 30-90 cm hoog, vormt een korte, bitter smakende wortelstok en heeft ruw behaarde, donkergroene stengels. De stijfbehaarde rozetbladeren hebben geen welvingen. De stengelbladeren zijn halfstengelomvattend.

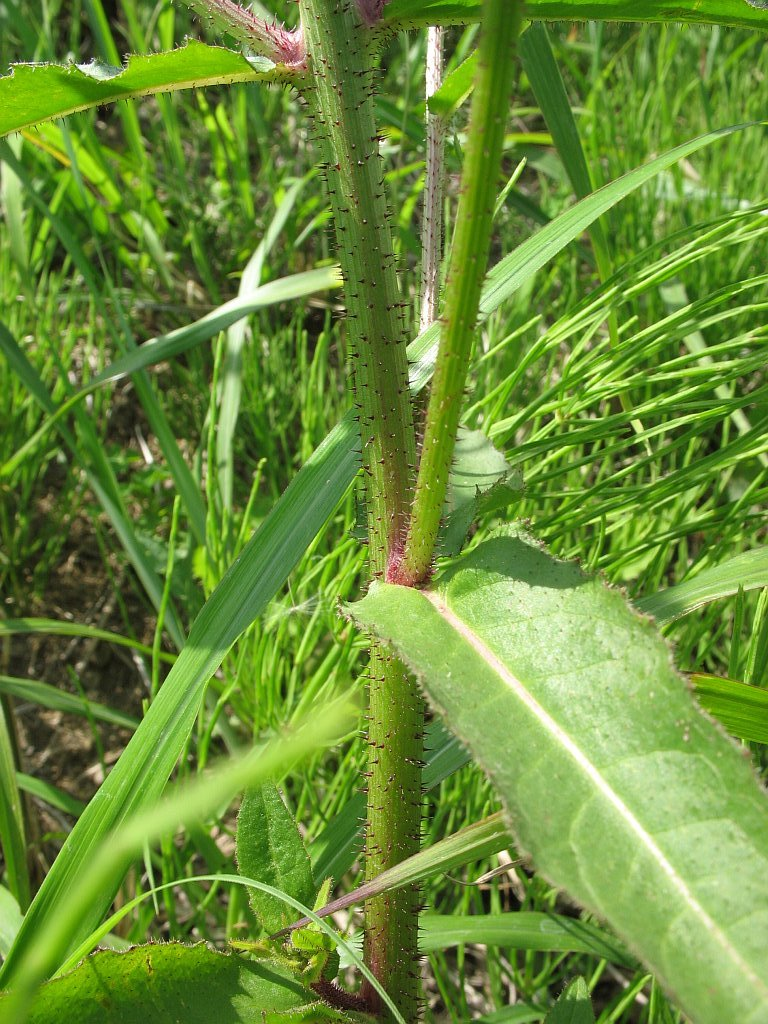
Stengelblad

Echt bitterkruid bloeit van juli tot september met gele bloemen, die in een 2,–3,5 cm groot hoofdje staan. De buitenste bloemen hebben aan de onderkant soms rode strepen. De hoofdjes staan in een schermvormige tros. De buitenste omwindselblaadjes zijn teruggekromd. De langwerpige, 10–15 mm lange buitenste en binnenste omwindselblaadjes hebben dezelfde breedte en zijn bezet met zwarte haren die weerhaakjes hebben.
De vrucht is een kort gesnaveld, bruinzwart, iets gebogen, 2–5 mm lang nootje met roomwit vruchtpluis.
De plant komt tussen het gras voor op droge, kalkhoudende grond.

## Ondersoorten
In Centraal-Europa kunnen de volgende ondersoorten onderscheiden worden:
- Picris hieracioides subsp. auriculata
- Picris hieracioides subsp. grandiflora
- Picris hieracioides subsp. hieracioides
- Picris hieracioides subsp. villarsii
- Picris hieracioides subsp. japonica, synoniemen: Picris japonica en Picris hieracioides var. glabrescens (met vijfpuntige lintbloemen)

## Plantengemeenschap
Echt bitterkruid is een kensoort voor het verbond van droge, kalkrijke duingraslanden (Polygalo-Koelerion), een groep van plantengemeenschappen van soortenrijke droge graslanden op kalk- en voedselrijke zeeduinen.